# Фа (коммуна)
Фа (фр. Fa) — коммуна во Франции, находится в регионе Лангедок — Руссильон. Департамент коммуны — Од. Входит в состав кантона Кийан. Округ коммуны — Лиму.
Код INSEE коммуны — 11131.

## Население
Население коммуны на 2008 год составляло 337 человек.
| 1962 | 1968 | 1975 | 1982 | 1990 | 1999 | 2008 |
| ---- | ---- | ---- | ---- | ---- | ---- | ---- |
| 252  | 317  | 294  | 301  | 276  | 299  | 337  |

## Экономика
В 2007 году среди 197 человек в трудоспособном возрасте (15—64 лет) 132 были экономически активными, 65 — неактивными (показатель активности — 67,0 %, в 1999 году было 68,4 %). Из 132 активных работали 95 человек (50 мужчин и 45 женщин), безработных было 37 (13 мужчин и 24 женщины). Среди 65 неактивных 11 человек были учениками или студентами, 30 — пенсионерами, 24 были неактивными по другим причинам.